# Johannisberg (Hohe Tauern)
Pour les articles homonymes, voir Johannisberg.
Le Johannisberg  est une montagne à du groupe du Glockner dans le massif des Hohe Tauern en Autriche, à la limite entre le land de Carinthie et le land de Salzbourg.
Il a reçu son nom actuel en l'honneur de l'archiduc Jean d'Autriche par le botaniste de Ratisbonne, David Heinrich Hoppe, lors d'une tentative d'ascension avortée en 1832.